# Максим III
Патриарх Максим III Философ (греч. Πατριάρχης Μάξιμος Γ΄, урождённый Мануил Христоним, греч. Μανουήλ Χριστώνυμος; умер 3 апреля 1482) — епископ Константинопольской православной церкви, Патриарх Константинопольский с 1476 по 1482 год.
Прославлен как святой, память отмечается 17 ноября..

## Биография
Уроженец Пелопенеса, Мануил стал великим экклезиархом (главным ризничим) в Константинополе. После 1453 года это служение получило дополнительные функции скевофилакса. Занимая эту должность, Мануил периодически конфликтовал с патриархом Геннадием Схоларием по экономическим вопросам. Пользуясь покровительством секретаря султана Деметриоса Кюрицеса, Мануил вместе с великим хартофилаксом Георгием Галезиотесом влиял на церковную жизнь в Константинополе более 20 лет.
В 1462 году Мануил поддержил патриарха Иоасафа I в критике ходайства греческого философа Георгия Амируцеса о разрешении взять вторую жену. Это вызвало гнев султана Мехмеда II, который приказ отрезать Мануилу нос.
В 1466 году Мануил способствовал избранию Марка II патриархом Константинополя, что вызвало конфликт с другими претендентами, которые способствовали отстранению Христонима и Георгия Галезиотеса от церковного управления. Однако вскоре Мануил снова обрёл милость Мехмеда II, а в 1476 году сам был избран патриархом Константинополя. Так как до сих пор он был мирянином, то сперва принял постриг с именем Максим, на другой день был возведён в сан епископа, а на третий — в сан патриарха митрополитом Гераклеи. Само же управление церковью Максимом III было периодом относительного мира и спокойствия. 
Для окончательного осуждения Флорентийской унии, которая так и не спасла Константинополь от турок, но изрядно смутила православный мир, Патриарх Максим в конце 1480 года направил в Сирию, Египет и Палестину митрополита Смирнского (позже Эфесского) Даниила с приглашением в адрес Александрийской, Антиохийской и Иерусалимской Церквей прибыть на Константинопольский собор (1482—1484).
Мануил Христоним так же известен своими литературными трудами, главным среди которых является «Монодия на падение Константинополя».